# Bisdom Uije
Het bisdom Uije (Latijn: Dioecesis Uiiensis) is een rooms-katholiek bisdom met als zetel Uíge, in Angola. Het bisdom is suffragaan aan het aartsbisdom Malanje. 

## Geschiedenis
Het bisdom werd opgericht op 14 maart 1967, als het bisdom Carmona e São Salvador, uit delen van het aartsbisdom Luanda, en was suffragaan aan het aartsbisdom Luanda. Op 16 mei 1979 veranderde het van naam naar bisdom Uije. Het verloor gebied in 1984 bij de oprichting van het bisdom Mbanza Congo. Op 12 april 2011 veranderde het van kerkprovincie en werd suffragaan aan het aartsbisdom Malanje.  

## Parochies
Het bisdom had in 2022 een oppervlakte van 64.022 km2 en telde 2.229.500 inwoners waarvan 62,6% rooms-katholiek was.

## Bisschoppen
- José Francisco Moreira dos Santos (14 maart 1967 - 2 februari 2008)
- Emílio Sumbelelo (2 februari 2008 - 11 februari 2019; coadjutor sinds 1 december 2006)
- Joaquim Nhanganga Tyombe (2 februari 2021 - heden)